# Reicholzheimer Tunnel
Der Reicholzheimer Tunnel ist ein Eisenbahntunnel der Bahnstrecke Lauda–Wertheim zwischen den Wertheimer Ortschaften Reicholzheim und Waldenhausen im Main-Tauber-Kreis in Baden-Württemberg. Die Länge des Tunnels beträgt 542 Meter. Er steht als Teil der Sachgesamtheit "Badische Taubertalbahn" unter Denkmalschutz.

## Lage
Der Eisenbahntunnel führt durch den Mühlberg bei der Teilbacher Mühle in der Nähe der Wertheimer Ortschaft Reicholzheim. Nach dem Südportal (Lage) führt die Strecke in Richtung Reicholzheim und nach dem Nordwestportal (Lage) in Richtung Wertheim. Beide Portale befinden sich auf der Gemarkung der Wertheimer Ortschaft Waldenhausen.
Er ist der dritte von insgesamt drei Tunneln auf der Bahnstrecke Lauda–Wertheim (neben dem Gamburger Tunnel und dem Bronnbacher Tunnel).

## Geschichte
Im Herbst 2018 begann eine 16 Millionen Euro teure Sanierung des Bahntunnels bei Waldenhausen/Reicholzheim. Diese soll bis Ende 2020 andauern. Nach der Sanierung soll der Bahntunnel 100 Jahre halten.